# Pianomania
Pianomania – Die Suche nach dem perfekten Klang ist ein deutsch-österreichischer Dokumentarfilm der Regisseure Lilian Franck und Robert Cibis aus dem Jahr 2009. Der Film berichtet aus der Sicht von Stefan Knüpfer, Klavierstimmer und Konzerttechniker bei Steinway & Sons, über dessen Arbeit mit großen Pianisten wie Lang Lang, Alfred Brendel und Pierre-Laurent Aimard.

## Inhalt
Im Zentrum des Films steht die gemeinsame Arbeit von Pierre-Laurent Aimard und Stefan Knüpfer. „Die Kunst der Fuge“ von Johann Sebastian Bach soll aufgenommen werden. Pierre-Laurent Aimard hat sich für den Konzertflügel Nr. 109 anlässlich der Bach-Aufnahmen entschieden. Ein Jahr vor den Aufnahmen beginnt der Film.
Knüpfer studiert den Klang historischer Tasteninstrumente aus der Bach-Zeit. Er experimentiert mit Schalldämpfern aus Filz und mit gläsernen Klangspiegeln. Aber nach ein paar Monaten wird ausgerechnet der 109er Flügel nach Australien verkauft und das ist nicht das letzte Hindernis, das sich den beiden in den Weg stellt. Knüpfer und Aimard treffen sich regelmäßig, aber der Weg bis zu dem ersehnten „Bravo“ des Pianisten ist lang, bis das Album Die Kunst der Fuge schließlich im Herbst 2007 im Wiener Konzerthaus aufgezeichnet wird.
In Handlungsnebensträngen treten weitere Musiker auf. So erscheint eines Nachmittags ein halb verschlafener Künstler in Jeans und bunten Turnschuhen. Es ist der chinesische Starpianist Lang Lang, der ein Gastspiel im Wiener Konzerthaus gibt. Noch geplagt von seinem Jetlag muss er ein Instrument auswählen und anspielen. Sein dicht gepackter Tourneekalender lässt wenig Zeit für individuelle Einstellungen. Dafür verlangt er beinahe schüchtern nach einer schwereren Bank, die seiner extrovertierten Spielweise standhält ohne zu rutschen. Seinen Auftritt im Großen Saal absolviert der Piano-Superstar im dunklen Anzug mit wilder Frisur. Die Bank hält, er erntet Beifallsstürme.
Die Sketche des Komikerpaars Igudesman und Joo karikieren immer wieder die elitäre Musikwelt. Gemeinsam mit Knüpfer lassen sie sich Szenarien für die nächste Show einfallen.
Beim Musik-Festival Grafenegg 2007 findet eines der letzten Konzerte von Alfred Brendel statt. Knüpfer bereitet den Flügel für ihn vor. Launig gibt der Starpianist seine Anweisungen.
Weiterhin haben die Pianisten Till Fellner und Julius Drake sowie der Tenorsänger Ian Bostridge kurze Auftritte.

## Rezeption
Pianomania feierte in Locarno Premiere und traf in breitem Maße auf positive Resonanz Der Rezensent der Berliner Zeitung, Jan Brachmann, sah „optisch berauschende“ Bilder vom Inneren des Flügels, denen ungeschickte Beschreibungen ihrer Klangvorstellungen der Pianisten gegenüberstünden. Die Deutsche Film- und Medienbewertung stufte die Dokumentation unter dem Prädikat „besonders wertvoll“ ein und meinte, „die Arbeit hinter den Kulissen fasziniert bis zur letzten Minute“. Auch im Ausland bezeichnete man den Film als spannend, so z. B. die Financial Times der britischen Presse oder die New York Times; die Los Angeles Times gab an, die amerikanischen Filmkritiker seien von dieser Dokumentation sehr beeindruckt.
Der Kritikaggregator Rotten Tomatoes verzeichnet für den Film einen Anteil positiver Kritiken von 77 %.
Ebenso wie Franz Mohr mit seinen Büchern und seiner Medienpräsenz gelang es Stefan Knüpfer in dem Film, dem Beruf und der Bedeutung des Klaviertechnikers eine weltweite Aufmerksamkeit zu verschaffen.

## Festivals und Auszeichnungen
Neben dem weltgrößten Dokumentarfilmfestival, dem International Documentary Film Festival Amsterdam (IDFA), war Pianomania im Programm zahlreicher nationaler und internationaler Filmfestivals. Hierzu zählen unter anderem:
2009
- Max-Ophüls-Preis, Deutschland
- Kinofest Lünen, Deutschland
- Internationale Hofer Filmtage, Deutschland
- DOK Leipzig, Deutschland
- Unerhört Hamburg, Deutschland
- Diagonale, Österreich
- Cork Festival, Irland
- Locarno International Film Festival, Schweiz
- Zürich Film Festival, Schweiz
- Valladolid International Film Festival, Spanien
- Sheffield Doc/Fest, Großbritannien
- SoNoRo Bukarest, Rumänien

2010
- The Magnificent 7, Serbien
- Internationales Filmwochenende Würzburg, Deutschland
- Göteborg International Film Festival, Schweden
- Internationale Filmfestspiele Berlin (Berlinale), Deutschland
- Jameson Dublin IFF, Irland
- Zagrebdox, Kroatien
- Sofia International Film Festival, Bulgarien
- 34th Hong Kong International Film Festival, China
- Macau International Film Festival, China
- BAFICI – Festival International de Cinema Independiente Buenos Aires, Argentinien
- St. Paul International Film Festival Minneapolis, USA
- Doc Outlook-Market, Schweiz
- San Francisco International Festival, USA
- DOK.Fest München, Deutschland
- Planet Doc Review Film Festival, Polen
- Moscow International Film Festival, Russland
- Melbourne International Film Festival, Australien
- New Zealand International Film Festival, Neuseeland
- Semana de Cine Aleman in Cinemateca Nacional Mexiko-Stadt, Mexiko
- Austrian Cultural Forum in Washington DC, USA
- Flickers – Rhode Island International Film Festival, USA
- Jecheon International Music & Film Festival, SüdKorea

Im Mai 2010 wurde Pianomania mit dem Golden Gate Award für den besten Dokumentarfilm auf dem 53. Internationalen Film Festival in San Francisco ausgezeichnet.
Im Januar 2010 erhielt Pianomania den Publikumspreis des 36. Internationalen Filmwochenendes Würzburg in der Kategorie Dokumentarfilm.
Auf dem 20. Kinofest in Lünen gewann Pianomania den Hauptpreis – die „Lüdia“ – ebenso einen Publikumspreis. Zudem erhielt Pianomania die Auszeichnung für die „Beste künstlerische Montage“ auf der Diagonale in Graz und wurde auf dem Locarno Filmfestival als bester Film der Sektion „Kritiker Woche“ prämiert.
Pianomania wurde weiterhin für den 22. Europäischen Filmpreis der Europäischen Filmakademie (EFA) nominiert.
Bei der erstmaligen Verleihung des Österreichischen Filmpreises 2011 folgte eine Nominierung in der Kategorie Bester Dokumentarfilm. Im selben Jahr gewann Pianomania den Deutschen Filmpreis in der Kategorie Beste Tongestaltung.